# من-بت
مَن-بت (به انگلیسی: Man-Bat) با نام اصلی رابرت کرکلند «کرک» لنگستروم، یک شخصیت خیالی ابرشرور در کتاب‌های کامیک آمریکایی منتشر شده توسط دی‌سی کامیکس است که عموماً به عنوان دشمن شخصیت ابرقهرمان بتمن محسوب می‌شود. این شخصیت توسط فرنک رابینز و نیل آدامز با همکاری ویراستار ژولیوس شوارتز خلق شده‌است که برای اولین بار در شمارهٔ ۴۰۰ از مجموعه کمیک‌های کارآگاهی (ژوئن ۱۹۷۰) حضور پیدا کرد.
دکتر کرک لنگستروم یک متخصص جانورشناسی بود که بر روی خفاش‌ها مطالعه می‌نمود و هدفش توسعه و استخراج حسگر سونار خفاش برای ارائه به انسان بود. او فرمول را بر روی خود آزمایش نمود، زیرا در حال ناشنوا شدن بود. عملیات موفقیت‌آمیز بود اما اثرات جانبی وحشتناکی در بر داشت و او را تبدیل به یک خفاش مخوف و به اندازه یک انسان کرد.